# (5936) Khadzhinov
(5936) Khadzhinov es un asteroide perteneciente al cinturón de asteroides, región del sistema solar que se encuentra entre las órbitas de Marte y Júpiter, más concretamente a la familia de Eos, descubierto el 29 de marzo de 1979 por Nikolái Stepánovich Chernyj desde el Observatorio Astrofísico de Crimea (República de Crimea).

## Designación y nombre
Designado provisionalmente como 1979 FQ2. Fue nombrado Khadzhinov en homenaje Leonid Petrovich Khadzhinov, destacado ingeniero eléctrico ucraniano involucrado en la construcción de máquinas electrotécnicas.

## Características orbitales
Khadzhinov está situado a una distancia media del Sol de 3,003 ua, pudiendo alejarse hasta 3,141 ua y acercarse hasta 2,864 ua. Su excentricidad es 0,046 y la inclinación orbital 10,78 grados. Emplea 1900,98 días en completar una órbita alrededor del Sol.

## Características físicas
La magnitud absoluta de Khadzhinov es 12. Tiene 13,074 km de diámetro y su albedo se estima en 0,18. 